# Grasski-Juniorenweltmeisterschaft 2011
Die Grasski-Juniorenweltmeisterschaft 2011 fand vom 31. August bis 3. September gleichzeitig mit der Weltmeisterschaft der Allgemeinen Klasse am Atzmännig in der Gemeinde Goldingen im Schweizer Kanton St. Gallen statt. Alle Wettkämpfe wurden auf der Grasskipiste Kohlrüti (Koordinaten: 47° 17′ 2″ Nord, 8° 59′ 58″ Ost) ausgetragen. 

## Teilnehmer

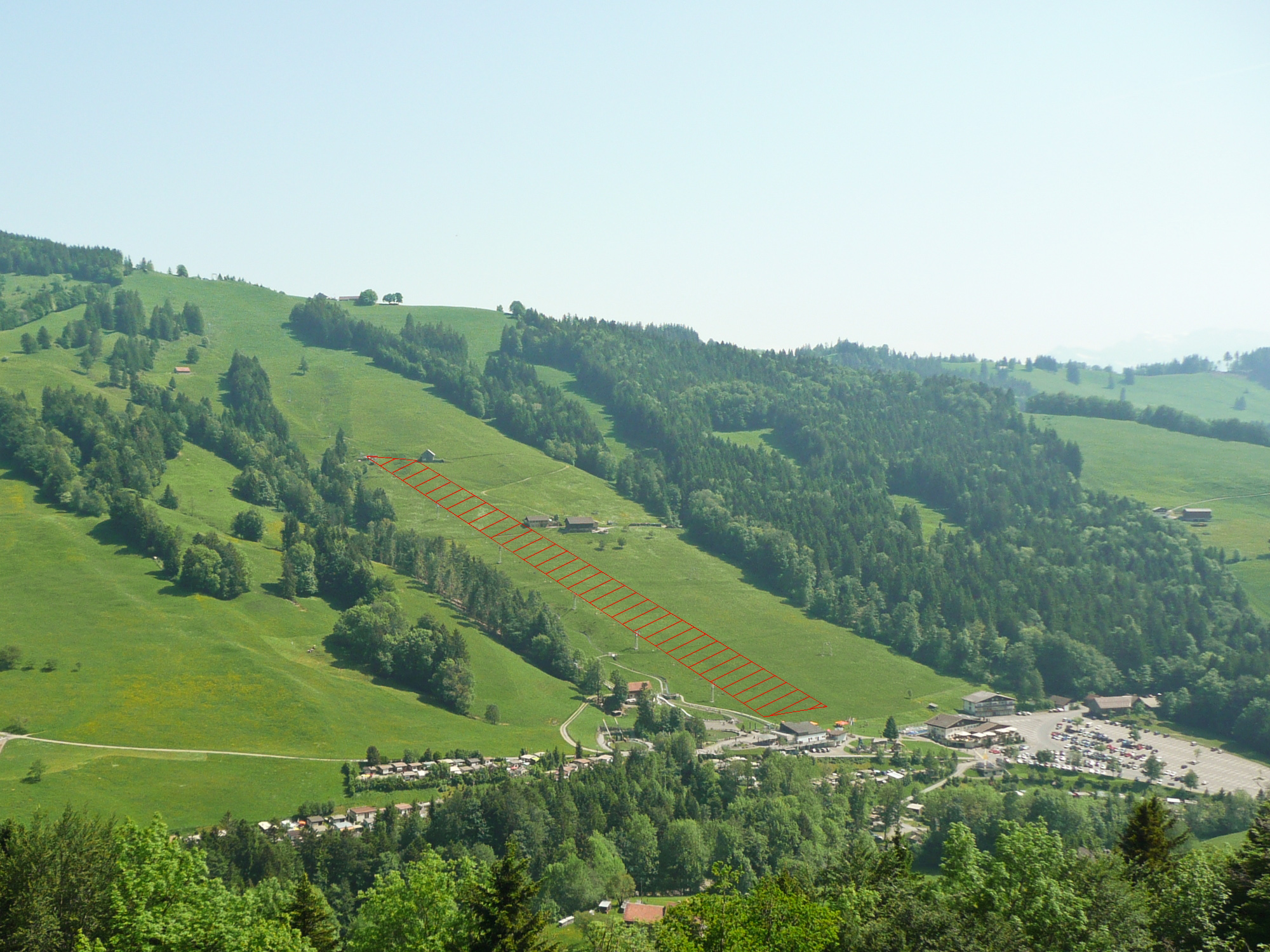
Der Atzmännig auf einem Foto von 2009. Die Grasskipiste ist rot schraffiert gekennzeichnet.

44 Sportler (29 Männer und 15 Frauen) aus 9 Nationen nahmen an der Juniorenweltmeisterschaft teil (in Klammer die Anzahl der Herren und Damen):
- Chinesisch Taipeh (1 + 0)
- Deutschland (5 + 3)
- Iran (3 + 0)
- Italien (5 + 0)
- Japan (2 + 1)
- Österreich (6 + 2)
- Schweiz (1 + 4)
- Slowakei (0 + 1)
- Tschechien (6 + 4)

Der erfolgreichste Teilnehmer war der Österreicher Hannes Angerer, der als einziger zwei Goldmedaillen gewann. Erfolgreichste Juniorin war Daniela Krückel, ebenfalls aus Österreich, mit je einer Gold-, Silber- und Bronzemedaille.

## Medaillenspiegel
| Platz | Land        | Gold | Silber | Bronze | Gesamt |
| ----- | ----------- | ---- | ------ | ------ | ------ |
| 1     | Österreich  | 4    | 2      | 1      | 07     |
| 2     | Tschechien  | 2    | 5      | 5      | 12     |
| 3     | Schweiz     | 1    | –      | –      | 01     |
| 3     | Slowakei    | 1    | –      | –      | 01     |
| 5     | Deutschland | –    | 1      | –      | 01     |
| 6     | Iran        | –    | –      | 2      | 02     |

## Ergebnisse Herren

### Slalom
| Platz | Name              | Land | Zeit 1. | Zeit 2. | Gesamt      |
| ----- | ----------------- | ---- | ------- | ------- | ----------- |
| 01    | Hannes Angerer    | AUT  | 24,88 s | 26,61 s | 51,49 s     |
| 02    | Martin Soltík     | CZE  | 26,28 s | 26,52 s | 52,80 s     |
| 03    | Tomáš Soltík      | CZE  | 26,37 s | 26,48 s | 52,85 s     |
| 04    | Václav Jerošek    | CZE  | 26,41 s | 27,04 s | 53,45 s     |
| 05    | Christoph Schranz | AUT  | 27,03 s | 27,42 s | 54,45 s     |
| 06    | Marcel Knapp      | GER  | 26,46 s | 28,19 s | 54,65 s     |
| 07    | Jakob Rest        | AUT  | 25,07 s | 30,01 s | 55,08 s     |
| 08    | Andrea Reghin     | ITA  | 29,11 s | 29,52 s | 58,63 s     |
| 09    | Jacopo Facchin    | ITA  | 31,80 s | 35,39 s | 1:07,19 min |
| 10    | Yoshiyuki Tanaka  | JPN  | 26,74 s | 53,75 s | 1:20,49 min |

Datum: 1. September 2011

Startzeit: 10:30 Uhr / 14:00 Uhr

Start: 938 m, Ziel: 840 m

Streckenlänge: 375 m, Höhenunterschied: 98 m

Tore/Richtungsänderungen 1. Lauf: 30/29
Tore/Richtungsänderungen 2. Lauf: 30/29

Wetter: schön

Temperatur: 23 °C

Gewertet: 10 von 29 Läufern

### Riesenslalom
| Platz | Name                 | Land | Zeit 1. | Zeit 2. | Gesamt  |
| ----- | -------------------- | ---- | ------- | ------- | ------- |
| 01    | Jakob Rest           | AUT  | 24,53 s | 27,30 s | 51,83 s |
| 02    | Lukáš Kolouch        | CZE  | 24,37 s | 27,54 s | 51,91 s |
| 03    | Seyed Morteza Jafari | IRN  | 24,69 s | 28,27 s | 52,96 s |
| 04    | Martin Soltík        | CZE  | 25,24 s | 28,10 s | 53,34 s |
| 05    | Andreas Guttmann     | AUT  | 24,99 s | 28,50 s | 53,49 s |
| 06    | Nicholas Anziutti    | ITA  | 25,62 s | 27,90 s | 53,52 s |
| 07    | Nico Balek           | AUT  | 25,35 s | 28,21 s | 53,56 s |
| 08    | Tatsuhiko Saiki      | JPN  | 25,40 s | 28,62 s | 54,02 s |
| 09    | Christoph Schranz    | AUT  | 25,93 s | 28,13 s | 54,06 s |
| 10    | Marco Schürch        | SUI  | 25,55 s | 29,06 s | 54,61 s |

Datum: 31. August 2011

Startzeit: 9:30 Uhr / 12:30 Uhr

Start: 943 m, Ziel: 840 m

Streckenlänge: 396 m, Höhenunterschied: 103 m

Tore/Richtungsänderungen 1. Lauf: 16/15
Tore/Richtungsänderungen 2. Lauf: 16/15

Wetter: schön

Temperatur: 20 °C

Gewertet: 21 von 29 Läufern

### Super-G
| Platz | Name                 | Land | Zeit    |
| ----- | -------------------- | ---- | ------- |
| 01    | Lukáš Kolouch        | CZE  | 23,63 s |
| 02    | Jakob Rest           | AUT  | 23,71 s |
| 03    | Seyed Morteza Jafari | IRN  | 23,72 s |
| 04    | Christoph Schranz    | AUT  | 24,04 s |
| 05    | Andreas Guttmann     | AUT  | 24,06 s |
| 06    | Hannes Angerer       | AUT  | 24,13 s |
| 07    | Martin Soltík        | CZE  | 24,21 s |
| 08    | Sascha Posch         | AUT  | 24,23 s |
| 09    | Marco Schürch        | SUI  | 24,38 s |
| 10    | Nico Balek           | AUT  | 24,56 s |

Datum: 3. September 2011

Startzeit: 9:30 Uhr

Start: 943 m, Ziel: 840 m

Streckenlänge: 396 m, Höhenunterschied: 103 m

Tore/Richtungsänderungen: 12/10

Wetter: schön

Temperatur: 22 °C

Gewertet: 24 von 28 Läufern

### Kombination
| Platz | Name              | Land | Zeit SL     | Zeit SG | Gesamt      |
| ----- | ----------------- | ---- | ----------- | ------- | ----------- |
| 01    | Hannes Angerer    | AUT  | 51,49 s     | 24,13 s | 1:15,62 min |
| 02    | Martin Soltík     | CZE  | 52,80 s     | 24,21 s | 1:17,01 min |
| 03    | Tomáš Soltík      | CZE  | 52,85 s     | 24,99 s | 1:17,84 min |
| 04    | Václav Jerošek    | CZE  | 53,45 s     | 24,87 s | 1:18,32 min |
| 05    | Christoph Schranz | AUT  | 54,45 s     | 24,04 s | 1:18,49 min |
| 06    | Jakob Rest        | AUT  | 55,08 s     | 23,71 s | 1:18,79 min |
| 07    | Marcel Knapp      | GER  | 54,65 s     | 25,53 s | 1:20,18 min |
| 08    | Andrea Reghin     | ITA  | 58,63 s     | 25,81 s | 1:24,44 min |
| 09    | Jacopo Facchin    | ITA  | 1:07,19 min | 25,94 s | 1:33,13 min |
| 10    | Yoshiyuki Tanaka  | JPN  | 1:20,49 min | 31,81 s | 1:52,30 min |

Die Kombination setzt sich aus den Ergebnissen des Slaloms und des Super-G zusammen.
Zehn Läufer beendeten beide Wettbewerbe und wurden in der Kombination gewertet.

## Ergebnisse Damen

### Slalom
| Platz | Name               | Land | Zeit 1. | Zeit 2.     | Gesamt      |
| ----- | ------------------ | ---- | ------- | ----------- | ----------- |
| 1     | Daniela Krückel    | AUT  | 30,04 s | 29,73 s     | 59,77 s     |
| 2     | Eva Fabiánová      | CZE  | 29,72 s | 30,29 s     | 1:00,01 min |
| 3     | Petra Ivánková     | CZE  | 30,48 s | 30,98 s     | 1:01,46 min |
| 4     | Adéla Kettnerová   | CZE  | 30,47 s | 31,21 s     | 1:01,68 min |
| 5     | Shiori Obatake     | JPN  | 37,70 s | 29,41 s     | 1:07,11 min |
| 6     | Nicole Knüsel      | SUI  | 38,51 s | 37,82 s     | 1:16,33 min |
| 7     | Nicole Gerlach     | AUT  | 38,77 s | 46,26 s     | 1:25,03 min |
| 8     | Denise Blöchlinger | SUI  | 57,37 s | 1:00,24 min | 1:57,61 min |

Datum: 1. September 2011

Startzeit: 10:30 Uhr / 14:00 Uhr

Start: 938 m, Ziel: 840 m

Streckenlänge: 375 m, Höhenunterschied: 98 m

Tore/Richtungsänderungen 1. Lauf: 30/29
Tore/Richtungsänderungen 2. Lauf: 30/29

Wetter: schön

Temperatur: 23 °C

Gewertet: 8 von 15 Läuferinnen

### Riesenslalom
| Platz | Name               | Land | Zeit 1. | Zeit 2.     | Gesamt      |
| ----- | ------------------ | ---- | ------- | ----------- | ----------- |
| 1     | Denise Blöchlinger | SUI  | 30,49 s | 32,29 s     | 1:02,78 min |
| 2     | Adéla Kettnerová   | CZE  | 27,71 s | 40,55 s     | 1:08,26 min |
| 3     | Daniela Krückel    | AUT  | 35,93 s | 36,43 s     | 1:12,36 min |
| 4     | Eva Fabiánová      | CZE  | 39,86 s | 44,43 s     | 1:24,29 min |
| 5     | Barbara Míková     | SVK  | 56,87 s | 29,62 s     | 1:26,49 min |
| 6     | Jasmin Huber       | GER  | 28,41 s | 1:07,82 min | 1:36,23 min |

Datum: 31. August 2011

Startzeit: 9:30 Uhr / 12:30 Uhr

Start: 943 m, Ziel: 840 m

Streckenlänge: 396 m, Höhenunterschied: 103 m

Tore/Richtungsänderungen 1. Lauf: 16/15
Tore/Richtungsänderungen 2. Lauf: 16/15

Wetter: schön

Temperatur: 20 °C

Gewertet: 6 von 15 Läuferinnen

### Super-G
| Platz | Name               | Land | Zeit    |
| ----- | ------------------ | ---- | ------- |
| 01    | Barbara Míková     | SVK  | 25,20 s |
| 02    | Linda Göldner      | GER  | 25,53 s |
| 03    | Petra Ivánková     | CZE  | 25,85 s |
| 04    | Dominika Dudíková  | CZE  | 26,92 s |
| 05    | Jasmin Huber       | GER  | 27,07 s |
| 06    | Nicole Knüsel      | SUI  | 27,21 s |
| 07    | Irina Ernst        | SUI  | 27,43 s |
| 08    | Denise Blöchlinger | SUI  | 27,60 s |
| 09    | Daniela Krückel    | AUT  | 35,80 s |
| 10    | Eva Fabiánová      | CZE  | 36,08 s |

Datum: 3. September 2011

Startzeit: 9:30 Uhr

Start: 943 m, Ziel: 840 m

Streckenlänge: 396 m, Höhenunterschied: 103 m

Tore/Richtungsänderungen: 12/10

Wetter: schön

Temperatur: 22 °C

Gewertet: 11 von 15 Läuferinnen

### Kombination
| Platz | Name               | Land | Zeit SL     | Zeit SG | Gesamt      |
| ----- | ------------------ | ---- | ----------- | ------- | ----------- |
| 1     | Petra Ivánková     | CZE  | 1:01,46 min | 25,85 s | 1:27,31 min |
| 2     | Daniela Krückel    | AUT  | 59,77 s     | 35,80 s | 1:35,57 min |
| 3     | Eva Fabiánová      | CZE  | 1:00,01 min | 36,08 s | 1:36,09 min |
| 4     | Nicole Knüsel      | SUI  | 1:16,33 min | 27,21 s | 1:43,54 min |
| 5     | Adéla Kettnerová   | CZE  | 1:01,68 min | 43,18 s | 1:44,86 min |
| 6     | Denise Blöchlinger | SUI  | 1:57,61 min | 27,60 s | 2:25,21 min |

Die Kombination setzt sich aus den Ergebnissen des Slaloms und des Super-G zusammen.
Sechs Läuferinnen beendeten beide Wettbewerbe und wurden in der Kombination gewertet.